# Winston Abreu
Pour les articles homonymes, voir Abreu.
Winston Leonardo Abreu, né le 5 avril 1977 à Cotuí en République dominicaine, est un joueur dominicain de baseball évoluant dans la Ligue majeure de baseball dans l'organisation  des Blue Jays de Toronto.

## Carrière
Recruté en 1994 par les Braves d'Atlanta, Winston Abreu passe sept saisons dans les clubs de Ligues mineures de l'organisation des Braves. Entre 2002 et 2005, il se contente encore de jouer en Ligues mineures pour les clubs-écoles des Royals de Kansas City (Wichita Wranglers), des Cubs de Chicago (West Tennessee Diamond Jaxx), des Dodgers de Los Angeles (Las Vegas 51s) puis Diamondbacks de l'Arizona (Tucson Sidewinders) .
Winston s'engage en 2006 avec les Lynx d'Ottawa, club-école des Orioles de Baltimore. Après une bonne saison avec les Lynx, il fait ses débuts en Ligue majeure le 6 août 2006 sous l'uniforme des Orioles. Il signe ensuite un nouveau contrat de Ligue mineure en 2007, cette fois avec les Nationals de Washington, et parvient à faire quelques apparitions en Majeures.
Il opère au Japon en 2008 en défendant les couleurs des Chiba Lotte Marines. Il prend part à 20 matches, pour une victoire et deux défaites.
Transféré le 2 juillet 2009 chez les Indians, Abreu ne reste qu'un mois à Cleveland où il joue 3 matches, avant de revenir à Tampa Bay. Il rejoint la franchise floridienne le 6 août et est reversé en Ligues mineures, où il passe toute l'année.
En décembre 2010, il signe un contrat des ligues mineures et reçoit une invitation au camp d'entraînement 2011 des Blue Jays de Toronto.

## Statistiques
| Saison | Équipe     | G  | GS | CG | SHO | V | D | SV | IP   | SO | ERA   |
| ------ | ---------- | -- | -- | -- | --- | - | - | -- | ---- | -- | ----- |
| 2006   | Washington | 7  | 0  | 0  | 0   | 0 | 0 | 0  | 8.0  | 6  | 10,12 |
| 2007   | Washington | 26 | 0  | 0  | 0   | 0 | 1 | 0  | 30.1 | 26 | 5,93  |
| 2009   | Tampa Bay  | 2  | 0  | 0  | 0   | 0 | 0 | 0  | 3.2  | 3  | 2,45  |
| 2009   | Cleveland  | 3  | 0  | 0  | 0   | 0 | 0 | 0  | 2.1  | 3  | 23,14 |
| Totaux | Totaux     | 38 | 0  | 0  | 0   | 0 | 1 | 0  | 44.1 | 38 | 7,31  |

Note: G = Matches joués ; GS = Matches comme lanceur partant ; CG = Matches complets ; SHO = Blanchissages ; 
V = Victoires ; D = Défaites ; SV = Sauvetages ; IP = Manches lancées ; SO = retraits sur des prises ; ERA = Moyenne de points mérités.